# Lina Ruess
Lina Ruess (род. 16 сентября 1998, Портленд) [14], так же известная под псевдонимом Алина Рюсс или ALINA RUESS,Лина Рюсс - профессиональный лонгборд и скимборд райдер [1], постоянный участник международных , серебряный призер этапа чемпионата Европы по скимбордингу [2], блогер [3] [13].
Призер чемпионата по лонгборд фристайлу 2016 [4].
Первый спортсмен, занявший второе место в 2020 году в скимборд соревнованиях European Skimboarding Cup [5], организованных в городе Дюссельдорф.

## Биография
Родилась 16 сентября 1998 в Портленде. Начала кататься на лонгборде в 2015 году в возрасте 16 лет. В 2016 впервые приняла участие в лонгборд-соревнованиях в Москве, получила «приз за третье место». В 2018 году занимает пятое место в главном международном событии по лонгбордигу — SO.. YOU CAN LONGBOARD DANCE? в городе Эйндховен [6]. В России Алину спонсирует крупнейший магазин экстремальных видов спорта в России "Траектория"[7], а зарубежом выступает за команду крупнейшего магазина в Скандинавии "SkatePro"[8] и бренда лонгбордов Moonshine [9]. В 2019-м Алина Рюсс стала одной из героинь книги Кароллины Амелл "Skate Like a Girl"[10][11].
В 2020 году Алина окончила Российскую академию народного хозяйства и государственной службы (РАНХиГС) по специальности «бизнес-аналитика».
Алина Рюсс является официальным амбассадором русского представительства платформы TikTok. В октябре 2020 года TikTok совместно с Алиной  представил первую интегрированную рекламную кампанию в России. Был создан ролик, рассказывающий историю блогера Алины Рюсс . Многоканальная рекламная кампания стартовала 15 октября 2020 года . Она включала ТВ, наружную рекламу и digital-каналы. Адаптированные ролики транслировались на федеральных телеканалах и в соцсетях (Youtube, Instagram, Facebook) в формате пре-роллов и мид-роллов. Также реклама TikTok с Алиной появилась на 60 цифровых медианосителях в 14 российских городах [10].
В марте 2021 Алина стала обладателем премии Леди.Mail.ru “лучший блогер 2020 Vkontake”  [11].В июле того же года Lizer и Mayot выпустили соместный трек "Гори", где Алина стала главной героиней снятого на трек клипа [12]. 5 июня 2022 года Алина заняла второе место на всероссийских соревнованиях по BMX-фристайлу в Омске [13].

## Рейтинги
Самый популярный видеоблогер  Vkontake — 1 место